# EFLカップ2017-2018
EFLカップ2017-2018は、2017年8月8日から2018年2月25日の期間に開催された、通算58回目のEFLカップである。なお本年度からタイのエナジードリンクメーカーのカラバオがオフィシャルスポンサーとなり、カラバオ・カップとして開催される。マンチェスター・シティが2大会ぶり5回目の優勝を達成した。

## 日程
| 試合     | 組み合わせ抽選会 | 開催日                | 開催日                | 備考                                                                                    |
| 試合     | 組み合わせ抽選会 | 第1戦                 | 第2戦                 | 備考                                                                                    |
| -------- | ---------------- | --------------------- | --------------------- | --------------------------------------------------------------------------------------- |
| 1回戦    | 2017年6月16日    | 2017年8月8日-22日     | 2017年8月8日-22日     | チャンピオンシップ (2部)22チーム、 リーグ1 (3部)24チーム、リーグ2 (4部)24チーム参加     |
| 2回戦    | 2017年8月10日    | 2017年8月22日-9月12日 | 2017年8月22日-9月12日 | プレミアリーグ (1部)13チーム (CL・EL不参加クラブ)、 チャンピオンシップ (2部)2チーム参加 |
| 3回戦    | 2017年8月25日    | 2017年9月19日-20日    | 2017年9月19日-20日    | プレミアリーグ (1部)7チーム参加 (CL・EL参加クラブ)                                      |
| 4回戦    | 2017年9月20日    | 2017年10月24日-25日   | 2017年10月24日-25日   |                                                                                         |
| 準々決勝 | 2017年10月26日   | 2017年12月19-20日     | 2017年12月19-20日     |                                                                                         |
| 準決勝   | 2017年12月20日   | 2018年1月9-10日       | 2018年1月23-24日      |                                                                                         |
| 決勝     | ―                | 2018年2月25日         | 2018年2月25日         |                                                                                         |

## 1回戦
組み合わせ抽選会は2017年6月16日に行われた。このラウンドからは、チャンピオンシップ (2部)の22クラブ、リーグ1 (3部)の全24クラブ、リーグ2 (4部)の全24クラブの合計70クラブが参加する。なお、チーム名横の括弧内の数字は所属するディビジョンを表す (2回戦以降も同様)。
| チーム #1                              | スコア        | チーム #2                        |
| -------------------------------------- | ------------- | -------------------------------- |
| 2017年8月8日                           |               |                                  |
| AFCウィンブルドン (3)                  | 1 - 3 (延長)  | ブレントフォード (2)             |
| アクリントン・スタンリー (4)           | 3 - 2         | プレストン・ノースエンド (2)     |
| バーンズリー (2)                       | 4 - 3         | モアカム (4)                     |
| バーミンガム・シティ (2)               | 5 - 1         | クローリー・タウン (4)           |
| ブラッドフォード・シティ (3)           | 2 - 3         | ドンカスター・ローヴァーズ (3)   |
| ブリストル・シティ (2)                 | 5 - 0         | プリマス・アーガイル (3)         |
| ブリストル・ローヴァーズ (3)           | 4 - 1         | ケンブリッジ・ユナイテッド (4)   |
| カーディフ・シティ (2)                 | 2 - 1 (延長)  | ポーツマス (4)                   |
| コヴェントリー・シティ (4)             | 1 - 3         | ブラックバーン・ローヴァーズ (3) |
| エクセター・シティ (4)                 | 1 - 2         | チャールトン・アスレティック (3) |
| フリートウッド・タウン (3)             | 1 - 2 (延長)  | カーライル・ユナイテッド (4)     |
| フォレストグリーン・ローヴァーズ (4)   | 0 - 1 (延長)  | ミルトン・キーンズ・ドンズ (3)   |
| ルートン・タウン (4)                   | 0 - 1         | イプスウィッチ・タウン (2)       |
| マンスフィールド・タウン (4)           | 0 - 1         | ロッチデール (3)                 |
| ミルウォール (2)                       | 2 - 0         | スティヴネイジ (4)               |
| ノリッジ・シティ (2)                   | 3 - 2         | スウィンドン・タウン (4)         |
| ノッティンガム・フォレスト (2)         | 2 - 1         | シュルーズベリー・タウン (3)     |
| オックスフォード・ユナイテッド (3)     | 3 - 4 (延長)  | チェルトナム・タウン (4)         |
| ピーターバラ・ユナイテッド (3)         | 1 - 3         | バーネット (4)                   |
| クイーンズ・パーク・レンジャーズ (2)   | 1 - 0         | ノーサンプトン・タウン (3)       |
| ロザラム・ユナイテッド (3)             | 2 - 1         | リンカーン・シティ (4)           |
| スカンソープ・ユナイテッド (3)         | 3 - 3 (6-5 p) | ノッツ・カウンティ (4)           |
| シェフィールド・ウェンズデイ (2)       | 4 - 1         | チェスターフィールド (4)         |
| サウスエンド・ユナイテッド (3)         | 0 - 2         | ニューポート・カウンティ (4)     |
| ウィガン・アスレティック (3)           | 2 - 1         | ブラックプール (3)               |
| ウルヴァーハンプトン・ワンダラーズ (2) | 1 - 0         | ヨーヴィル・タウン (4)           |
| ウィコム・ワンダラーズ (4)             | 0 - 2         | フラム (2)                       |
| レディング (2)                         | 2 - 0         | ジリンガム (3)                   |
| 2017年8月9日                           |               |                                  |
| コルチェスター・ユナイテッド (4)       | 1 - 2         | アストン・ヴィラ (2)             |
| クルー・アレクサンドラ (4)             | 1 - 2         | ボルトン・ワンダラーズ (2)       |
| リーズ・ユナイテッド (2)               | 4 - 1         | ポート・ヴェイル (4)             |
| オールダム・アスレティック (3)         | 2 - 3         | バートン・アルビオン (2)         |
| シェフィールド・ユナイテッド (2)       | 3 - 2         | ウォルソール (3)                 |
| 2017年8月10日                          |               |                                  |
| ベリー (3)                             | 0 - 1         | サンダーランド (2)               |
| 2017年8月22日                          |               |                                  |
| グリムズビー・タウン (4)               | 0 - 1         | ダービー・カウンティ (2)         |

## 2回戦
組み合わせ抽選会は2017年8月10日に行われた。このラウンドからは、1回戦に勝利した35クラブに加え、UEFAチャンピオンズリーグ・UEFAヨーロッパリーグに参加しないプレミアリーグ (1部)の13クラブ、チャンピオンシップ (2部)の2クラブが参加する。
| 2017年8月22日 | クリスタル・パレス (1)  | 2 - 1          | イプスウィッチ・タウン (2) | ロンドン                                                                  |  |
| 19:30         | マッカーサー 76分, 84分 | レポート (BBC) | ツェリナ 90+1分            | 競技場: セルハースト・パーク 観客数: 9,837人 主審: アンディ・デイヴィーズ |  |

| 2017年8月22日 | アクリントン・スタンリー (4) | 1 - 3          | ウェスト・ブロムウィッチ・アルビオン (1)            | アクリントン                                                              |  |
| 19:45         | ダリソン 86分                | レポート (BBC) | ロンドン 11分 · フィリップス 31分 · ロドリゲス 64分 | 競技場: クラウン・グラウンド 観客数: 2,699人 主審: ジェレミー・シンプソン |  |

| 2017年8月22日 | アストン・ヴィラ (2)                                    | 4 - 1          | ウィガン・アスレティック (3) | バーミンガム                                                         |  |
| 19:45         | ホーガン 19分, 44分 · アドマー 36分 · ビャルナソン 74分 | レポート (BBC) | コルクラフ 43分              | 競技場: ヴィラ・パーク 観客数: 18,108人 主審: ダレン・ドライスデール |  |

| 2017年8月22日 | バーミンガム・シティ (2) | 1 - 2          | ボーンマス (1)                | バーミンガム                                                                          |  |
| 19:45         | キーフテンベルト 11分    | レポート (BBC) | フレイザー 46分 · ピュー 68分 | 競技場: セント・アンドルーズ・スタジアム 観客数: 8,245人 主審: ジェフ・エルトリンガム |  |

| 2017年8月22日 | ブライトン&ホーヴ・アルビオン (1) | 1 - 0          | バーネット (4) | ブライトン                                                                   |  |
| 19:45         | ティリー 53分                     | レポート (BBC) |                | 競技場: ファルマー・スタジアム 観客数: 11,414人 主審: スティーヴ・マーティン |  |

| 2017年8月22日 | カーディフ・シティ (2) | 1 - 2          | バートン・アルビオン (2)        | カーディフ                                                                    |  |
| 19:45         | ピルキントン 76分      | レポート (BBC) | ネイラー 26分 · フォックス 70分 | 競技場: カーディフ・シティ・スタジアム 観客数: 5,820人 主審: ジョン・バスビー |  |

| 2017年8月22日 | カーライル・ユナイテッド (4) | 1 - 2          | サンダーランド (2)      | カーライル                                                      |  |
| 19:45         | グレインジャー 60分          | レポート (BBC) | ラブ 25分 · グーチ 80分 | 競技場: ブラントン・パーク 観客数: 8,187人 主審: ダレン・ボンド |  |

| 2017年8月22日 | ドンカスター・ローヴァーズ (3) | 2 - 0          | ハル・シティ (2) | ドンカスター                                                                    |  |
| 19:45         | メイ 48分 · ロウ 54分          | レポート (BBC) |                  | 競技場: キープモート・スタジアム 観客数: 7,139人 主審: グレアム・ソールズベリー |  |

| 2017年8月22日 | フラム (2) | 0 - 1          | ブリストル・ローヴァーズ (3) | ロンドン                                                                      |  |
| 19:45         |            | レポート (BBC) | ハリソン 13分                | 競技場: クレイヴン・コテージ 観客数: 6,243人 主審: ディーン・ホワイトストーン |  |

| 2017年8月22日 | リーズ・ユナイテッド (2)                                  | 5 - 1          | ニューポート・カウンティ (4) | リーズ                                                         |  |
| 19:45         | ルーフェ 44分, 49分, 65分 · サイス 78分 · ヴィエイラ 89分 | レポート (BBC) | ラバディ 33分                | 競技場: エランド・ロード 観客数: 17,098人 主審: ロス・ジョイス |  |

| 2017年8月22日 | ミドルズブラ (2)                                  | 3 - 0          | スカンソープ・ユナイテッド (3) | ミドルズブラ                                                                       |  |
| 19:45         | ファビオ 17分 · ベイカー 30分 · フレッチャー 55分 | レポート (BBC) |                                | 競技場: リヴァーサイド・スタジアム 観客数: 12,679人 主審: アンドリュー・マッドレー |  |

| 2017年8月22日 | ミルトン・キーンズ・ドンズ (3) | 1 - 4          | スウォンジー・シティ (1)                            | ミルトン・キーンズ                                           |  |
| 19:45         | シーガー 17分                  | レポート (BBC) | フェル 19分, 60分 · アブラハム 71分 · アイェウ 86分 | 競技場: スタジアム:mk 観客数: 5,162人 主審: ロブ・ジョーンズ |  |

| 2017年8月22日 | ノリッジ・シティ (2)                                    | 4 - 1          | チャールトン・アスレティック (3) | ノリッジ                                                           |  |
| 19:45         | マーフィー 21分, 52分 · ワトキンス 74分 · トリブル 89分 | レポート (BBC) | ノヴァク 5分                     | 競技場: キャロウ・ロード 観客数: 12,521人 主審: アンディ・ヘインズ |  |

| 2017年8月22日 | クイーンズ・パーク・レンジャーズ (2) | 1 - 4          | ブレントフォード (2)                                                 | ロンドン                                                            |  |
| 19:45         | ファーロング 43分                    | レポート (BBC) | ボリシウク 10分 (o.g.) · イーガン 19分 · モペイ 32分 · クラーク 83分 | 競技場: ロフタス・ロード 観客数: 9,719人 主審: クリス・サージントン |  |

| 2017年8月22日 | シェフィールド・ユナイテッド (2) | 1 - 4          | レスター・シティ (1)                            | シェフィールド                                                       |  |
| 19:45         | ラヴェリー 83分                  | レポート (BBC) | グレイ 52分 · スリマニ 63分, 67分 · ムサ 90+3分 | 競技場: ブラモール・レーン 観客数: 11,280人 主審: トニー・ハリントン |  |

| 2017年8月22日 | ワトフォード (1)                | 2 - 3          | ブリストル・シティ (2)                          | ワトフォード                                                          |  |
| 19:45         | カプエ 47分 · マリアッパ 90+5分 | レポート (BBC) | ハインズ 59分 · リード 67分 · エリアソン 90+3分 | 競技場: ヴィカレージ・ロード 観客数: 9,003人 主審: ティム・ロビンソン |  |

| 2017年8月22日 | ボルトン・ワンダラーズ (2)                                       | 3 - 2          | シェフィールド・ウェンズデイ (2) | ボルトン                                                                |  |
| 20:00         | デルヴィト 42分 · アームストロング 57分 (pen.) · カラジャン 64分 | レポート (BBC) | ローズ 76分, 83分                | 競技場: マクロン・スタジアム 観客数: 6,385人 主審: デイヴィッド・ウェブ |  |

| 2017年8月22日 | レディング (2)                                  | 3 - 1 (延長)   | ミルウォール (2)  | レディング                                                                          |  |
| 20:00         | バクーナ 34分 · エヴァンズ 105分 · スミス 117分 | レポート (BBC) | ファーガソン 37分 | 競技場: マデイスキー・スタジアム 観客数: 7,148人 主審: チャールズ・ブレイクスピアー |  |

| 2017年8月23日 | ブラックバーン・ローヴァーズ (3) | 0 - 2          | バーンリー (1)                  | ブラックバーン                                                       |  |
| 19:45         |                                  | レポート (BBC) | コーク 27分 · ブレイディ 45+4分 | 競技場: イーウッド・パーク 観客数: 16,313人 主審: サイモン・フーパー |  |

| 2017年8月23日 | チェルトナム・タウン (4) | 0 - 2          | ウェストハム・ユナイテッド (1) | チェルトナム                                                              |  |
| 19:45         |                          | レポート (BBC) | サコ 40分 · アイェウ 43分      | 競技場: ホエドン・ロード 観客数: 6,259人 主審: オリヴァー・ラングフォード |  |

| 2017年8月23日 | ハダースフィールド・タウン (1)     | 2 - 1          | ロザラム・ユナイテッド (3) | ハダースフィールド                                                            |  |
| 19:45         | ビリング 52分 (pen.) · ロリー 54分 | レポート (BBC) | アジャイ 1分               | 競技場: ジョン・スミスズ・スタジアム 観客数: 8,290人 主審: ピーター・バンクス |  |

| 2017年8月23日 | ニューカッスル・ユナイテッド (1)       | 2 - 3 (延長)   | ノッティンガム・フォレスト (2)          | ニューカッスル・アポン・タイン                                                 |  |
| 19:45         | ミトロヴィッチ 3分 · アーロンズ 45+1分 | レポート (BBC) | カミングス 29分, 31分 · ウォーカー 97分 | 競技場: セント・ジェームズ・パーク 観客数: 27,709人 主審: ダレン・イングランド |  |

| 2017年8月23日 | サウサンプトン (1) | 0 - 2          | ウルヴァーハンプトン・ワンダラーズ (2) | サウサンプトン                                                                   |  |
| 19:45         |                    | レポート (BBC) | バス 67分 · ウィルソン 87分            | 競技場: セント・メリーズ・スタジアム 観客数: 17,931 主審: ジェームズ・リニントン |  |

| 2017年8月23日 | ストーク・シティ (1)                            | 4 - 0          | ロッチデール (3) | ストーク＝オン＝トレント                                          |  |
| 20:00         | アレン 16分, 42分 · クラウチ 29分 · ソブヒ 80分 | レポート (BBC) |                  | 競技場: Bet365スタジアム 観客数: 9,930人 主審: スコット・ダンカン |  |

| 2017年9月12日 | バーンズリー (2)                                    | 3 - 2          | ダービー・カウンティ (2)     | バーンズリー                                                                  |  |
| 19:45         | ジャクソン 18分 · ブラッドショー 73分 · ハミル 88分 | レポート (BBC) | ラッセル 6分 · ベネット 39分 | 競技場: オークウェル・スタジアム 観客数: 7,163人 主審: エディー・イルダートン |  |

## 3回戦
組み合わせ抽選会は2017年8月24日に行われた。このラウンドからは、2回戦に勝利した25クラブに加え、UEFAチャンピオンズリーグ・UEFAヨーロッパリーグリーグに参加するプレミアリーグ (1部)の7クラブが参加する。
| 2017年9月19日 | アストン・ヴィラ (2) | 0 - 2         | ミドルズブラ (2)               | バーミンガム                                                         |  |
| 19:45         |                      | レポート(BBC) | バンフォード 58分 (pen.), 67分 | 競技場: ヴィラ・パーク 観客数: 11,197人 主審: スティーヴ・マーティン |  |

| 2017年9月19日 | ボーンマス (1) | 1 - 0 (延長)  | ブライトン&ホーヴ・アルビオン (1) | ボーンマス                                                                 |  |
| 19:45         | キング 99分    | レポート(BBC) |                                   | 競技場: バイタリティ・スタジアム 観客数: 10,372人 主審: ケヴィン・フレンド |  |

| 2017年9月19日 | ブレントフォード (2) | 1 - 3         | ノリッジ・シティ (2)                             | ロンドン                                                                  |  |
| 19:45         | クラーク 90+1分      | レポート(BBC) | ヴランチッチ 10分 (pen.), 51分 · マーフィー 68分 | 競技場: グリフィン・パーク 観客数: 4,863人 主審: ジェームズ・ライニントン |  |

| 2017年9月19日 | ブリストル・シティ (2)            | 2 - 0         | ストーク・シティ (1) | ブリストル                                                                           |  |
| 19:45         | ディエディウ 50分 · テイラー 60分 | レポート(BBC) |                      | 競技場: アシュトン・ゲート・スタジアム 観客数: 13,826人 主審: ジェフ・エルトリンガム |  |

| 2017年9月19日                             | バーンリー (1)                         | 2 - 2 (延長) (3 - 5 PK戦)                      | リーズ・ユナイテッド (2)                 | バーンリー                                                   |  |
| 19:45                                     | ウッド 89分 (pen.) · ブレイディ 90+6分 | レポート(BBC)                                  | サッコ 80分 · エルナンデス 90+4分 (pen.) | 競技場: ターフ・ムーア 観客数: 11,799人 主審: ダレン・ボンド |  |
|                                           |                                        | PK戦                                           |                                          |                                                              |  |
| ウッド バーンズ ブレイディ ターコウスキー |                                        | ラソッガ エルナンデス クリヒ アリオスキ ダラス |                                          |                                                              |  |

| 2017年9月19日 | クリスタル・パレス (1) | 1 - 0         | ハダースフィールド・タウン (1) | ロンドン                                                            |  |
| 19:45         | B・サコ 13分           | レポート(BBC) |                                | 競技場: セルハースト・パーク 観客数: 6,607人 主審: リー・プロバート |  |

| 2017年9月19日 | レスター・シティ (1)          | 2 - 0         | リヴァプール (1) | レスター                                                                             |  |
| 19:45         | 岡崎慎司 65分 · スリマニ 78分 | レポート(BBC) |                  | 競技場: キング・パワー・スタジアム 観客数: 31,609人 主審: スチュアート・アットウェル |  |

| 2017年9月19日 | ウェストハム・ユナイテッド (1)               | 3 - 0         | ボルトン・ワンダラーズ (2) | ロンドン                                                               |  |
| 19:45         | オグボンナ 4分 · サコ 31分 · マスアク 90+4分 | レポート(BBC) |                            | 競技場: ロンドン・スタジアム 観客数: サイモン・フーパー 主審: 35,806人 |  |

| 2017年9月19日 | ウルヴァーハンプトン・ワンダラーズ (2) | 1 - 0 (延長)  | ブリストル・ローヴァーズ (3) | ウルヴァーハンプトン                                                     |  |
| 19:45         | エノバカレ 98分                        | レポート(BBC) |                              | 競技場: モリニュー・スタジアム 観客数: トニー・ハリントン 主審: 12,740人 |  |

| 2017年9月19日 | レディング (2) | 0 - 2         | スウォンジー・シティ (1)      | レディング                                                                    |  |
| 20:00         |                | レポート(BBC) | モーソン 52分 · アイェウ 83分 | 競技場: マデイスキー・スタジアム 観客数: アンディー・デイヴィス 主審: 8,729人 |  |

| 2017年9月19日 | トッテナム・ホットスパー (1) | 1 - 0         | バーンズリー (2) | ウェンブリー                                                               |  |
| 20:00         | アリ 65分                    | レポート(BBC) |                  | 競技場: ウェンブリー・スタジアム 観客数: ティム・ロビンソン 主審: 23,826人 |  |

| 2017年9月20日 | アーセナル (1)    | 1 - 0         | ドンカスター・ローヴァーズ (3) | ロンドン                                                                 |  |
| 19:45         | ウォルコット 25分 | レポート(BBC) |                                | 競技場: エミレーツ・スタジアム 観客数: 44,064人 主審: スコット・ダンカン |  |

| 2017年9月20日 | チェルシー (1)                                              | 5 - 1         | ノッティンガム・フォレスト (2) | ロンドン                                                                 |  |
| 19:45         | ケネディ 13分 · バチュアイ 19分, 53分, 86分 · ムソンダ 40分 | レポート(BBC) | ダリクワ 90+1分                | 競技場: スタンフォード・ブリッジ 観客数: 40,621人 主審: クリス・カバナー |  |

| 2017年9月20日 | エヴァートン (1)                                    | 3 - 0         | サンダーランド (2) | リヴァプール                                                                 |  |
| 19:45         | キャルバート＝ルーウィン 38分, 51分 · ニアッセ 83分 | レポート(BBC) |                    | 競技場: グディソン・パーク 観客数: 23,000人 主審: オリヴァー・ラングフォード |  |

| 2017年9月20日 | マンチェスター・ユナイテッド (1)                               | 4 - 1         | バートン・アルビオン (2) | マンチェスター                                                             |  |
| 20:00         | ラッシュフォード 5分, 17分 · リンガード 36分 · マルシャル 60分 | レポート(BBC) | ダイアー 90+1分          | 競技場: オールド・トラッフォード 観客数: 54,256人 主審: グラハム・スコット |  |

| 2017年9月20日 | ウェスト・ブロムウィッチ・アルビオン (1) | 1 - 2         | マンチェスター・シティ (1) | ウェスト・ブロムウィッチ                                         |  |
| 20:00         | ジャコブ 72分                            | レポート(BBC) | サネ 3分, 77分             | 競技場: ザ・ホーソンズ 観客数: 14,953人 主審: マイク・ジョーンズ |  |

## 4回戦
組み合わせ抽選会は2017年9月20日に行われた。
| 2017年10月24日 | アーセナル (1)    | 2 - 1 (延長)  | ノリッジ・シティ (2) | ロンドン                                                                       |  |
| 19:45          | ケシャ 85分, 96分 | レポート(BBC) | マーフィー 34分      | 競技場: エミレーツ・スタジアム 観客数: 58,444人 主審: アンドリュー・マッドレー |  |

| 2017年10月24日 | ボーンマス (1)                                           | 3 - 1         | ミドルズブラ (2)    | ボーンマス                                                |  |
| 19:45          | シンプソン 49分 · ウィルソン 75分 (pen.) · アフォベ 83分 | レポート(BBC) | タヴァーニアー 56分 | 競技場: バイタリティ・スタジアム 主審: サイモン・フーパー |  |

| 2017年10月24日 | ブリストル・シティ (2)                                            | 4 - 1         | クリスタル・パレス (1) | ブリストル                                                                       |  |
| 19:45          | テイラー 32分 · ジュリッチ 39分 · ブライアン 60分 · オダウダ 66分 | レポート(BBC) | B・サコ 21分           | 競技場: アシュトン・ゲート・スタジアム 観客数: 21,901人 主審: ティム・ロビンソン |  |

| 2017年10月24日 | レスター・シティ (1)                              | 3 - 1         | リーズ・ユナイテッド (2) | レスター                                                                   |  |
| 19:45          | イヘアナチョ 30分 · スリマニ 71分 · マフレズ 88分 | レポート(BBC) | エルナンデス 26分        | 競技場: キング・パワー・スタジアム 観客数: 31,516人 主審: リー・プロバート |  |

| 2017年10月24日 | スウォンジー・シティ (1) | 0 - 2         | マンチェスター・ユナイテッド (1) | スウォンジー                                                             |  |
| 19:45          |                          | レポート(BBC) | リンガード 21分, 59分            | 競技場: リバティ・スタジアム 観客数: 20,083人 主審: ロバート・マッドレー |  |

| 2017年10月24日                      | マンチェスター・シティ (1) | 0 - 0 (延長) (4 - 1 PK戦)          | ウルヴァーハンプトン・ワンダラーズ (2) | マンチェスター                                                           |  |
| 20:00                               |                            | レポート(BBC)                      |                                        | 競技場: エティハド・スタジアム 観客数: 50,755人 主審: ケヴィン・フレンド |  |
|                                     |                            | PK戦                               |                                        |                                                                          |  |
| デ・ブライネ トゥーレ サネ アグエロ |                            | ボナチーニ エンディアイェ コーディ |                                        |                                                                          |  |

| 2017年10月25日 | チェルシー (1)                        | 2 - 1         | エヴァートン (1)                | ロンドン                                                                       |  |
| 19:45          | リュディガー 26分 · ウィリアン 90+2分 | レポート(BBC) | キャルバート＝ルーウィン 90+4分 | 競技場: スタンフォード・ブリッジ 観客数: 40,655人 主審: ニール・スワーブリック |  |

| 2017年10月25日 | トッテナム・ホットスパー (1) | 2 - 3         | ウェストハム・ユナイテッド (1)        | ウェンブリー                                                             |  |
| 20:00          | シソコ 6分 · アリ 37分       | レポート(BBC) | アイェウ 55分, 60分 · オグボンナ 70分 | 競技場: ウェンブリー・スタジアム 観客数: 36,168人 主審: マイク・ディーン |  |

## 準々決勝
組み合わせ抽選会は2017年10月26日に行われた。
| 2017年12月18日 | アーセナル (1)    | 1 - 0         | ウェストハム・ユナイテッド (1) | ロンドン                                                                 |  |
| 19:45          | ウェルベック 42分 | レポート(BBC) |                                | 競技場: エミレーツ・スタジアム 観客数: 44,741人 主審: ケヴィン・フレンド |  |

| 2017年12月18日                                   | レスター・シティ (1)     | 1 - 1 (延長) (3 - 4 PK戦)               | マンチェスター・シティ (1) | レスター                                                                       |  |
| 19:45                                            | ヴァーディ 90+7分 (pen.) | レポート(BBC)                           | シウバ 26分                | 競技場: キング・パワー・スタジアム 観客数: 31,562人 主審: ロバート・マッドレー |  |
|                                                  |                          | PK戦                                    |                            |                                                                                |  |
| フックス マグワイア イボーラ ヴァーディ マフレズ |                          | ギュンドアン トゥーレ ヌメチャ ジェズス |                            |                                                                                |  |

| 2017年12月18日 | チェルシー (1)                  | 2 - 1         | ボーンマス (1)  | ロンドン                                                               |  |
| 19:45          | ウィリアン 13分 · モラタ 90+1分 | レポート(BBC) | ゴスリング 90分 | 競技場: スタンフォード・ブリッジ 観客数: 41,168人 主審: リー・メイソン |  |

| 2017年12月18日 | ブリストル・シティ (2)          | 2 - 1         | マンチェスター・ユナイテッド (1) | ブリストル                                                                     |  |
| 20:00          | ブライアン 51分 · スミス 90+3分 | レポート(BBC) | イブラヒモビッチ 58分            | 競技場: アシュトン・ゲート・スタジアム 観客数: 26,088人 主審: マイク・ディーン |  |

## 準決勝
組み合わせ抽選会は2017年12月20日に行われた。

### 第1戦
| 2018年1月9日 | マンチェスター・シティ (1)          | 2 - 1         | ブリストル・シティ (2) | マンチェスター                                                             |  |
| 19:45        | デ・ブライネ 55分 · アグエロ 90+2分 | レポート(BBC) | リード 44分 (pen.)     | 競技場: エティハド・スタジアム 観客数: 43,426人 主審: アンソニー・テイラー |  |

| 2017年1月10日 | チェルシー (1) | 0 - 0         | アーセナル (1) | ロンドン                                                                         |  |
| 19:45         |                | レポート(BBC) |                | 競技場: スタンフォード・ブリッジ 観客数: 40,097人 主審: マーティン・アトキンソン |  |

### 第2戦
| 2017年1月23日 | ブリストル・シティ (2)        | 2 - 3 (2戦合計 3 - 5) | マンチェスター・シティ (1)                      | ブリストル                                                                       |  |
| 19:45         | パック 64分 · フリント 90+4分 | レポート(BBC)         | サネ 43分 · アグエロ 49分 · デ・ブライネ 90+6分 | 競技場: アシュトン・ゲート・スタジアム 観客数: 26,003人 主審: グレアム・スコット |  |

二試合合計スコア 5 - 3でマンチェスター・シティが決勝進出
| 2017年1月24日 | アーセナル (1)                         | 2 - 1 (2戦合計 2 - 1) | チェルシー (1) | ロンドン                                                                 |  |
| 20:00         | リュディガー 12分 (o.g.) · ジャカ 60分 | レポート(BBC)         | アザール 7分   | 競技場: エミレーツ・スタジアム 観客数: 58,964人 主審: マイケル・オリバー |  |

二試合合計スコア 1 - 2でアーセナルが決勝進出

## 決勝
| 2018年2月25日 16:30 |

| アーセナル (1) | 0 - 3         | マンチェスター・シティ (1)                  |
|                | レポート(BBC) | アグエロ 18分 · コンパニ 58分 · シルバ 65分 |

| ウェンブリー・スタジアム, ウェンブリー 観客数: 85,671人 主審: クレイグ・ポーソン |

| アーセナル | マンチェスター・シティ |

| GK                 | 13 | ダビド・オスピナ                     |      |      |
| CB                 | 21 | カラム・チャンバース                 | 47分 | 65分 |
| CB                 | 20 | シュコドラン・ムスタフィ             |      |      |
| CB                 | 6  | ローラン・コシールニー               |      |      |
| RM                 | 24 | エクトル・ベジェリン                 | 24分 |      |
| CM                 | 10 | ジャック・ウィルシャー               | 88分 |      |
| CM                 | 29 | グラニト・ジャカ                     |      |      |
| LM                 | 18 | ナチョ・モンレアル                   |      | 26分 |
| RW                 | 11 | メスト・エジル                       |      |      |
| LW                 | 8  | アーロン・ラムジー                   | 32分 | 73分 |
| CF                 | 14 | ピエール＝エメリク・オーバメヤン     |      |      |
| サブメンバー       |    |                                      |      |      |
| GK                 | 33 | ペトル・チェフ                       |      |      |
| DF                 | 4  | ペア・メルテザッカー                 |      |      |
| DF                 | 31 | セアド・コラシナツ                   |      | 26分 |
| MF                 | 30 | エインズリー・メイトランド＝ナイルズ |      |      |
| MF                 | 35 | モハメド・エルネニー                 |      |      |
| FW                 | 17 | アレックス・イウォビ                 |      | 73分 |
| FW                 | 23 | ダニー・ウェルベック                 |      | 65分 |
| 監督               |    |                                      |      |      |
| アーセン・ベンゲル |    |                                      |      |      |

| GK                         | 1  | クラウディオ・ブラーボ       |      |      |
| RB                         | 2  | カイル・ウォーカー           |      |      |
| CB                         | 4  | ヴァンサン・コンパニ         | 80分 |      |
| CB                         | 30 | ニコラス・オタメンディ       |      |      |
| LB                         | 3  | ダニーロ                     |      |      |
| CM                         | 8  | イルカイ・ギュンドアン       |      |      |
| CM                         | 25 | フェルナンジーニョ           | 36分 | 52分 |
| CM                         | 21 | ダビド・シルバ               |      |      |
| RW                         | 17 | ケヴィン・デ・ブライネ       |      |      |
| LW                         | 19 | レロイ・サネ                 |      | 77分 |
| CF                         | 10 | セルヒオ・アグエロ           |      | 89分 |
| サブメンバー               |    |                              |      |      |
| GK                         | 31 | エデルソン                   |      |      |
| DF                         | 5  | ジョン・ストーンズ           |      |      |
| DF                         | 14 | アイメリク・ラポルテ         |      |      |
| MF                         | 20 | ベルナルド・シウバ           |      | 52分 |
| MF                         | 35 | オレクサンドル・ジンチェンコ |      |      |
| MF                         | 47 | フィル・フォーデン           |      | 89分 |
| FW                         | 33 | ガブリエル・ジェズス         |      | 77分 |
| 監督                       |    |                              |      |      |
| ジョゼップ・グアルディオラ |    |                              |      |      |

| カラバオ・カップ 2017-2018 優勝       |
| ------------------------------------- |
| マンチェスター・シティ 2大会ぶり5回目 |

## ベストイレブン
| Po. | 受賞者                 | 所属                               | 出典   |
| --- | ---------------------- | ---------------------------------- | ------ |
| GK  | ウィル・ノリス         | ウルヴァーハンプトン・ワンダラーズ | [ 12 ] |
| DF  | ジョー・ブライアン     | ブリストル・シティ                 | [ 12 ] |
| DF  | アデン・フリント       | ブリストル・シティ                 | [ 12 ] |
| DF  | ロブ・ホールディング   | アーセナル                         | [ 12 ] |
| MF  | エデン・アザール       | チェルシー                         | [ 12 ] |
| MF  | ジャック・ウィルシャー | アーセナル                         | [ 12 ] |
| MF  | ケヴィン・デ・ブライネ | マンチェスター・シティ             | [ 12 ] |
| MF  | ベルナルド・シウバ     | マンチェスター・シティ             | [ 12 ] |
| FW  | セルヒオ・アグエロ     | マンチェスター・シティ             | [ 12 ] |
| FW  | イスラム・スリマニ     | レスター・シティ                   | [ 12 ] |
| FW  | ジョシュ・マーフィー   | ノリッジ・シティ                   | [ 12 ] |